# Gonzalo Hermo
Gonzalo Hermo González (Taragoña, Rianjo, 24 de febrero de 1987) es un poeta español en lengua gallega. También es profesor de bachillerato y ESO.

## Trayectoria
Licenciado en Filología Gallega por la Universidad de Santiago de Compostela en el 2010, sus primeros textos vieron la luz en revistas como Dorna, Andar 21 o Nova Ólisbos. En 2008 publicó una colección de poemas en la Revista das Letras del periódico Galicia Hoxe bajo el título Escola do resentimento.
Trabaja en el Instituto de la Lengua Gallega y es miembro de las Redes Escarlata.

## Obra

### Poesía
- Crac, 2011, Edicións Barbantesa.
- Celebración, 2014, Apiario.
- A vida salvaxe, 2018, PEN Clube de Galicia.

### Obras colectivas
- Novas de poesía. 17 poetas, 2013, Fundación Uxío Novoneyra.
- Versus cianuro. Poemas contra a mina de ouro de Corcoesto, 2013, A. C. Caldeirón.
- De Cantares Hoxe. Os Cantares gallegos de Rosalía de Castro no século XXI, 2015, Fundación Rosalía de Castro/Radio Galega.

### Obras traducidas
al catalán
- Celebració, 2016, Godall Edicions. Trad: Adrià Targa.
- La vida salvatge 2019, Godall Edicions. Traducción del propio autor.

al español
- Celebración,  2017, La bella Varsovia. Trad: Míriam Reyes.

### Traducciones
Del gallego al español
- Nombres de humo, 2020. Traducción y prólogo de Nomes de fume de Míriam Ferradáns. Ed. bilingüe. Godall Edicions.
- Permaxeo, de Eva Baltasar. Kalandraka, 2020.

## Premios
- Primer premio de poesía del Certamen Xuventude Crea de la Junta de Galicia en el 2010.
- Primer premio del I Concurso de Poesía Centro Recreativo de Artes en 2014, por O pracer.
- Segundo premio en el III Premio de Poesía Manuel Leiras Pulpeiro en el 2014, por Marchamos.
- Premio de la Crítica de poesía gallega en el 2014, por Celebración.
- Premio Nacional de Literatura en la modalidad de Poesía Joven "Miguel Hernández" en 2015, por Celebración.